# Jules Wijdenboschbrug
De Jules Wijdenboschbrug of J.A. Wijdenboschbrug is een brug over de rivier de Suriname en verbindt Paramaribo, op de westelijke linkeroever, met de plaats Meerzorg in het district Commewijne. De brug maakt deel uit van de Oost-Westverbinding en is genoemd naar president Jules Wijdenbosch. De brug wordt ook wel de Surinamebrug genoemd, of informeel de Bosje Brug. Hij werd op 15 april 2000 opgeleverd.
Een belangrijk doel van de brug is om de ontwikkeling van het oostelijke deel van Suriname te bevorderen. Voorheen was dit gebied alleen per veerverbinding bereikbaar. De brug heeft twee rijstroken en is niet toegankelijk voor voetgangers, zodat er een druk verkeer is ontstaan van kleine bootjes die voetgangers overzetten tussen de vroegere veerstoepen.

## Bouw, bestuur en politiek
De brug is gebouwd door het Nederlandse bedrijf Ballast Nedam. De aanleg was omstreden wegens de hoge kosten en de financiering uit de lopende staatsbegroting in plaats van via een lening en gespreide aflossing. Het ontbreken van een ontwikkelingsplan voor de bijbehorende infrastructuur oogstte ook veel kritiek. De Surinaamse regering raakte tijdens de bouw in grote financiële problemen en moest de afdracht van mijnbouwbedrijf Billiton en oliemaatschappij Staatsolie rechtstreeks aan Ballast Nedam betalen. De bruggen – er is in dezelfde periode ook een brug over de rivier de Coppename gebouwd door Ballast Nedam – werden door velen gezien als een verkiezingsstunt van Wijdenbosch. De brug werd officieel geopend aan het eind van zijn ambtsperiode, op 20 mei. Dat was meer dan een maand na de oplevering en zes dagen voor de parlementsverkiezingen van dat jaar. De kosten kwamen grotendeels voor rekening van de latere kabinetten.
In 2014 deed het gerucht de ronde dat Ballast Nedam vanaf 1997 voor 34 miljoen Nederlandse gulden (circa 15 miljoen euro) aan steekpenningen aan Wijdenbosch en zijn toenmalige adviseur van staat Desi Bouterse betaalde om de beide bruggen te mogen bouwen. Het bewijs hiervan is nooit geleverd dus is het slechts een gerucht gebleven.

## Bigi Broki Waka
Sinds 2004 wordt jaarlijks de Bigi Broki Waka gehouden, een wandel- en trimloop en internationale hardloopwedstrijd over de brug met zo'n 5500 deelnemers. De loop vindt in de regel op de eerste zondag van het jaar plaats.

## Hoogte
Door zijn grote hoogte is de Wijdenboschbrug al verschillende keren de locatie geweest van zelfmoordpogingen. Ook heeft zwaar, eventueel overladen verkeer moeite om in noodgevallen te stoppen bij het afrijden van de steile helling. In december 2018 is daarom de regel ingevoerd dat onder andere vrachtwagens met houtblokken, olie, water, zand, stenen, grind en cement overdag alleen onder politiebegeleiding over de brug mogen. Tussen 23:00 en 4:00 uur mag zwaar verkeer de brug gebruiken zonder begeleiding. Voor partybussen, met feestvierende passagiers, is de brug geheel verboden.

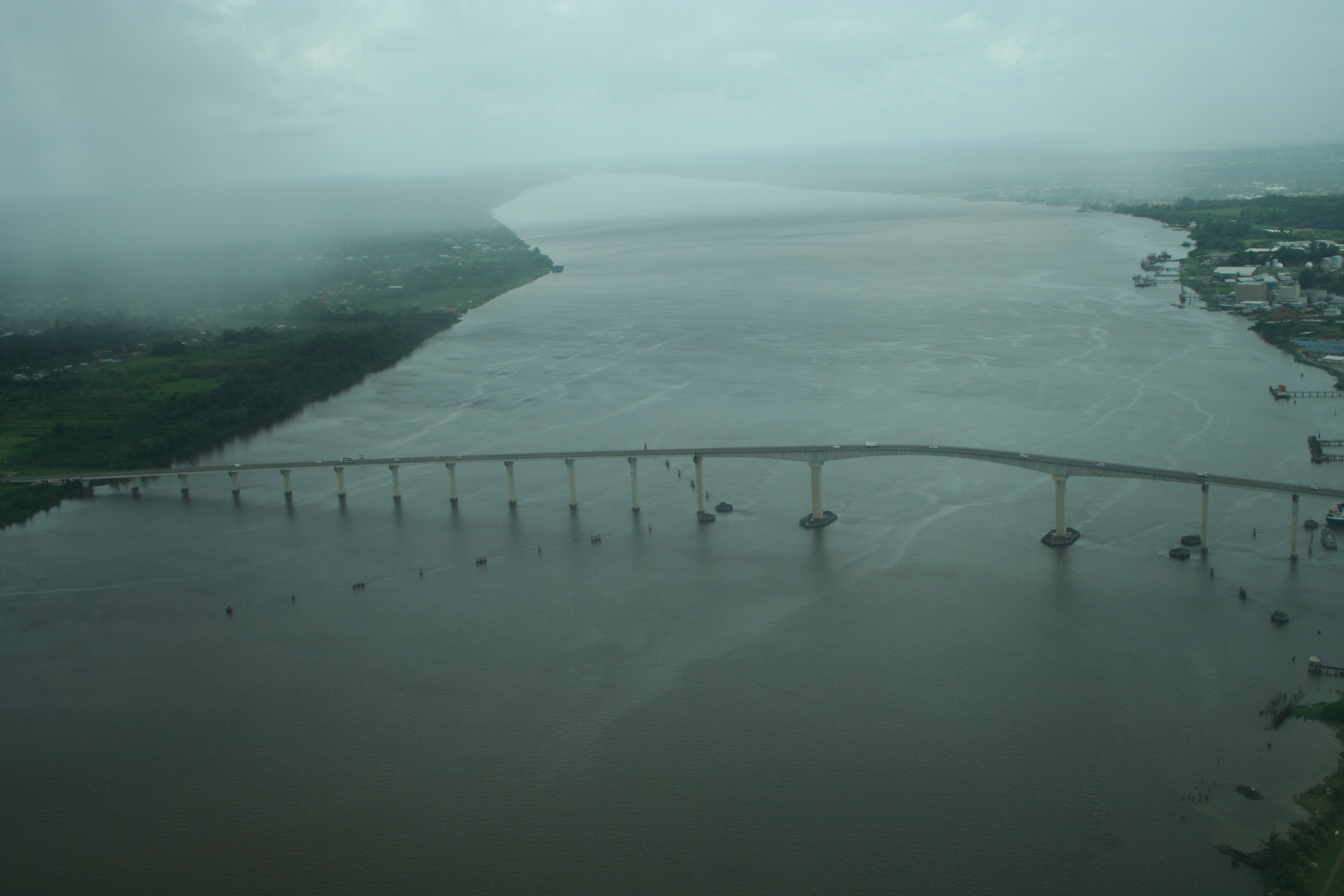
Vanuit de lucht
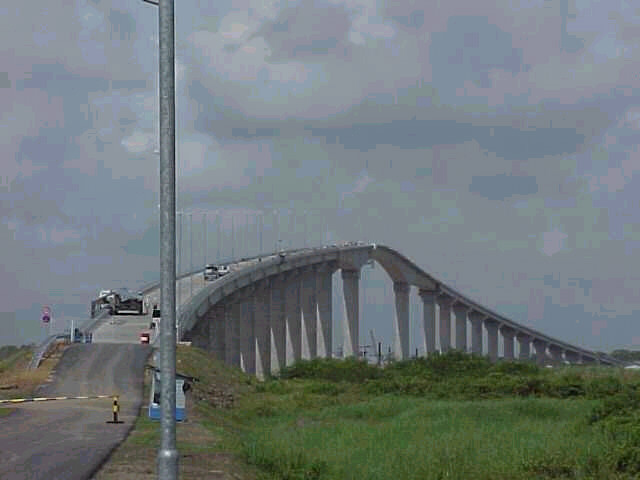
Aanzicht vanaf de weg
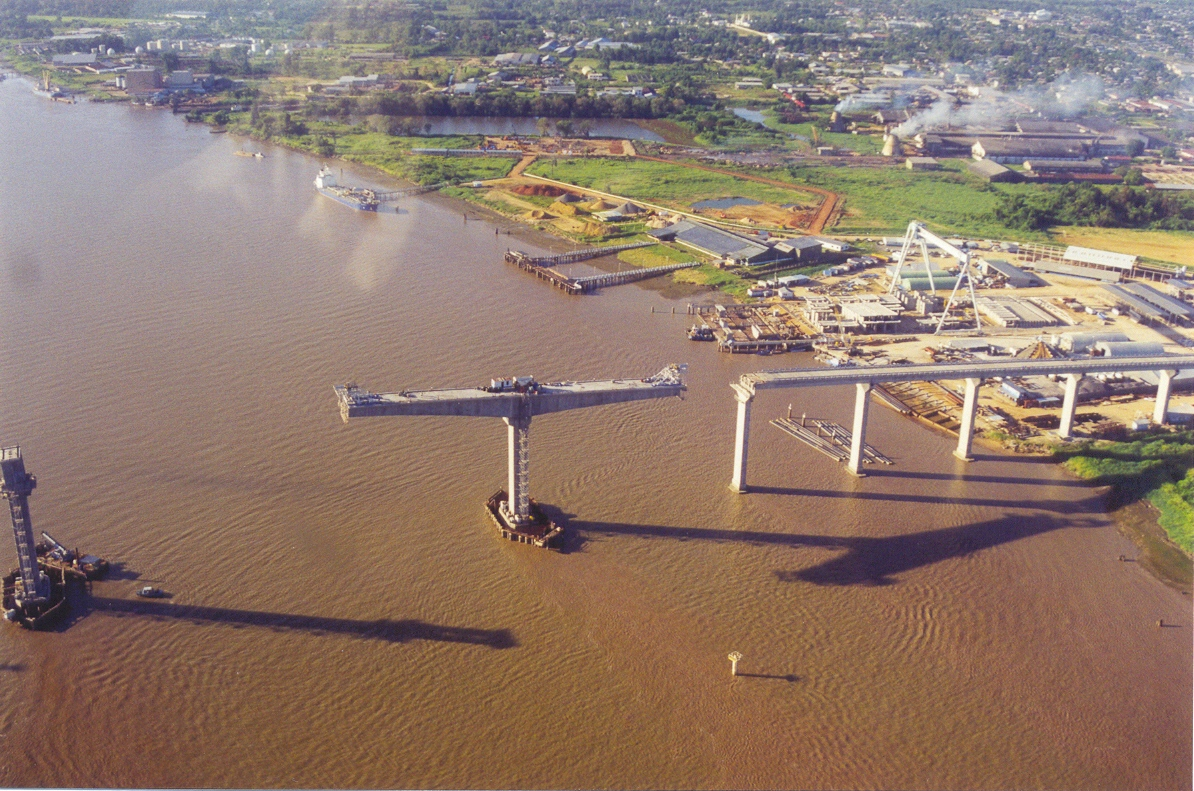
De brug in aanbouw (1999)
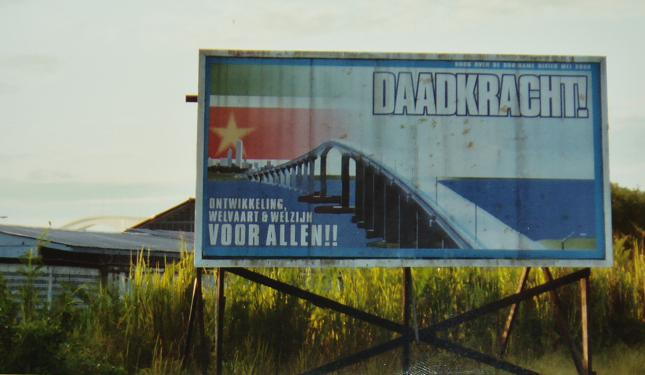
Reclamebord voor de brug. Brug links op de achtergrond.
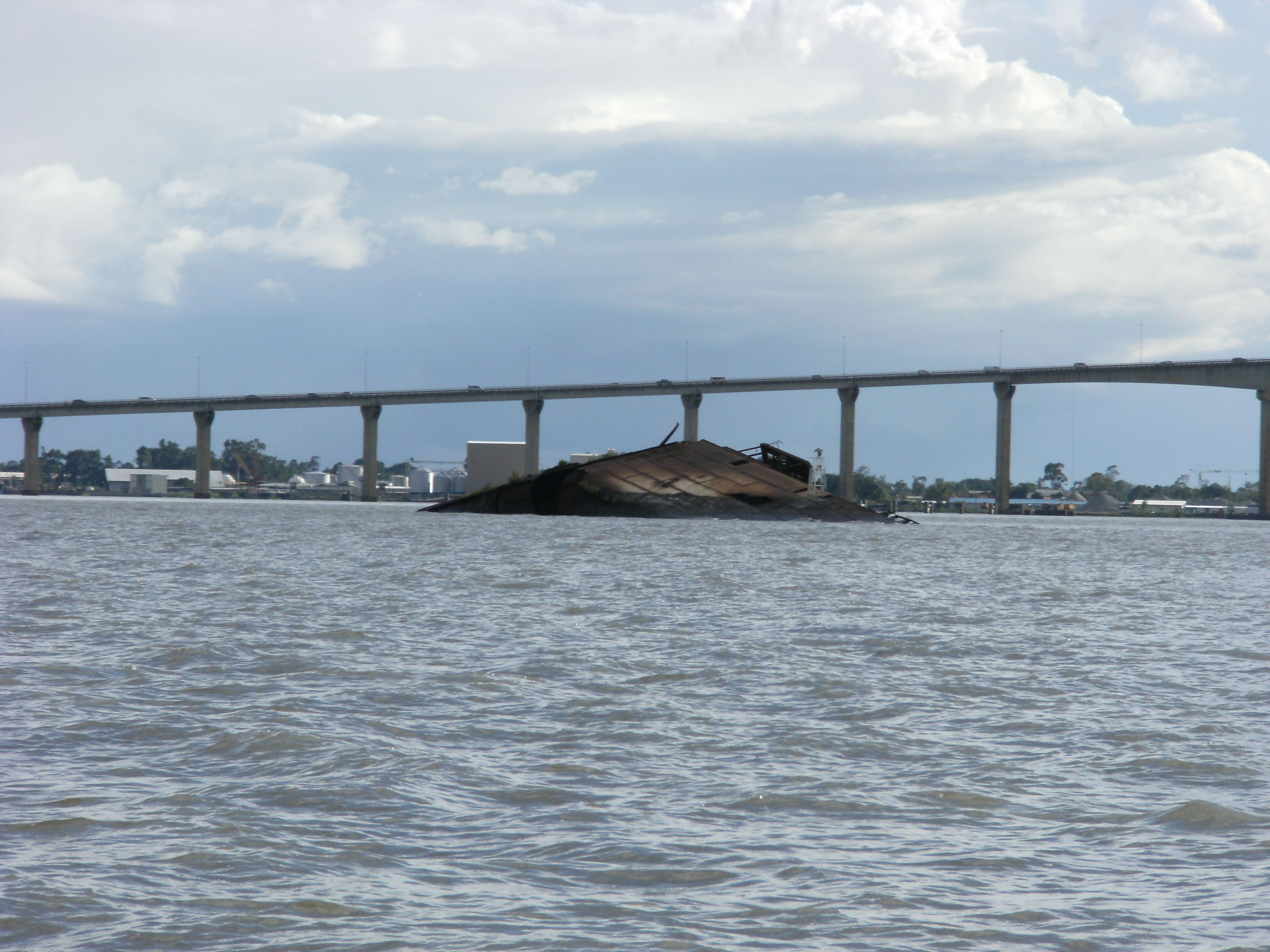
De brug met het wrak van de Goslar, dat ruim een kilometer ten noorden van de brug ligt.